# Ambassade de France en Israël

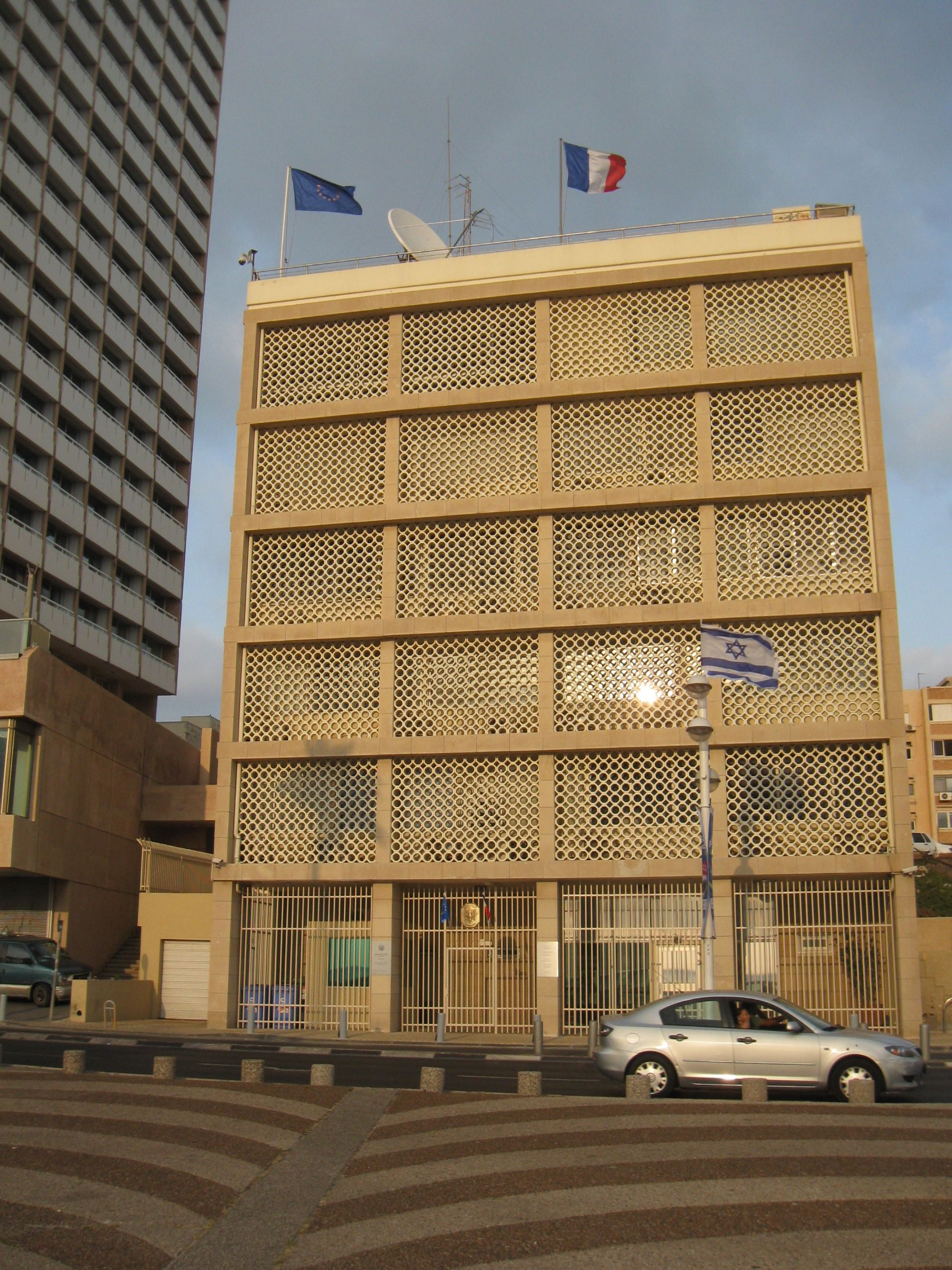
Ambassade de France à Tel Aviv, promenade Herbert Samuel

L'ambassade de France en Israël est la représentation diplomatique de la République française auprès de l'État d'Israël. Elle est située à Tel Aviv et son ambassadeur est, depuis 2023, Frédéric Journès.  
Ce n'est pas l'ambassadeur français en Israël qui représente la France dans les Territoires palestiniens, mais le consul général à Jérusalem, qui ne relève pas de l'autorité de l'ambassadeur, la France n'ayant pas reconnu la fixation de la capitale de l'État d'Israël à Jérusalem. 
La reconnaissance « de facto » de l'État d'Israël par la France s'est faite le 24 janvier 1949 par la déclaration écrite de M. Chauvel,  directeur des affaires politiques du ministère français des Affaires étrangères, agissant au nom du ministre des Affaires étrangères, Robert Schuman, au représentant de l'État d'Israël, alors à Paris, Maurice Fisher. La reconnaissance « de jure »  a été faite plus tard, le 20 mai 1949. Au vu de la résolution 181 de l'Organisation des Nations unies, l'ambassade de France ne s'est jamais établie à Jérusalem mais à Tel Aviv.
Par ailleurs, la France considère qu'il est nécessaire de soutenir l'Autorité palestinienne, structure de type étatique, apparue le 13 janvier 1993 après les accords d'Oslo et qui fut la préfiguration de l'État de Palestine, transformation de l'Autorité palestinienne en janvier 2013.

## Ambassade
L'ambassade est située à Tel Aviv promenade Herbert Samuel . Le consulat de France est situé rue Ben Yehuda, quelques rues plus loin.

## Histoire
Bien avant la création de l'Etat d'Israël le 14 mai 1948 par le président du Yishouv (conseil représentatif des sionistes) David Ben Gourion, les intérêts de la France étaient représentés à Jérusalem depuis 1623, avec l'arrivée du premier consul français. En 1893, le consulat de Jérusalem devient  consulat général.  

## Ambassadeurs de France en Israël

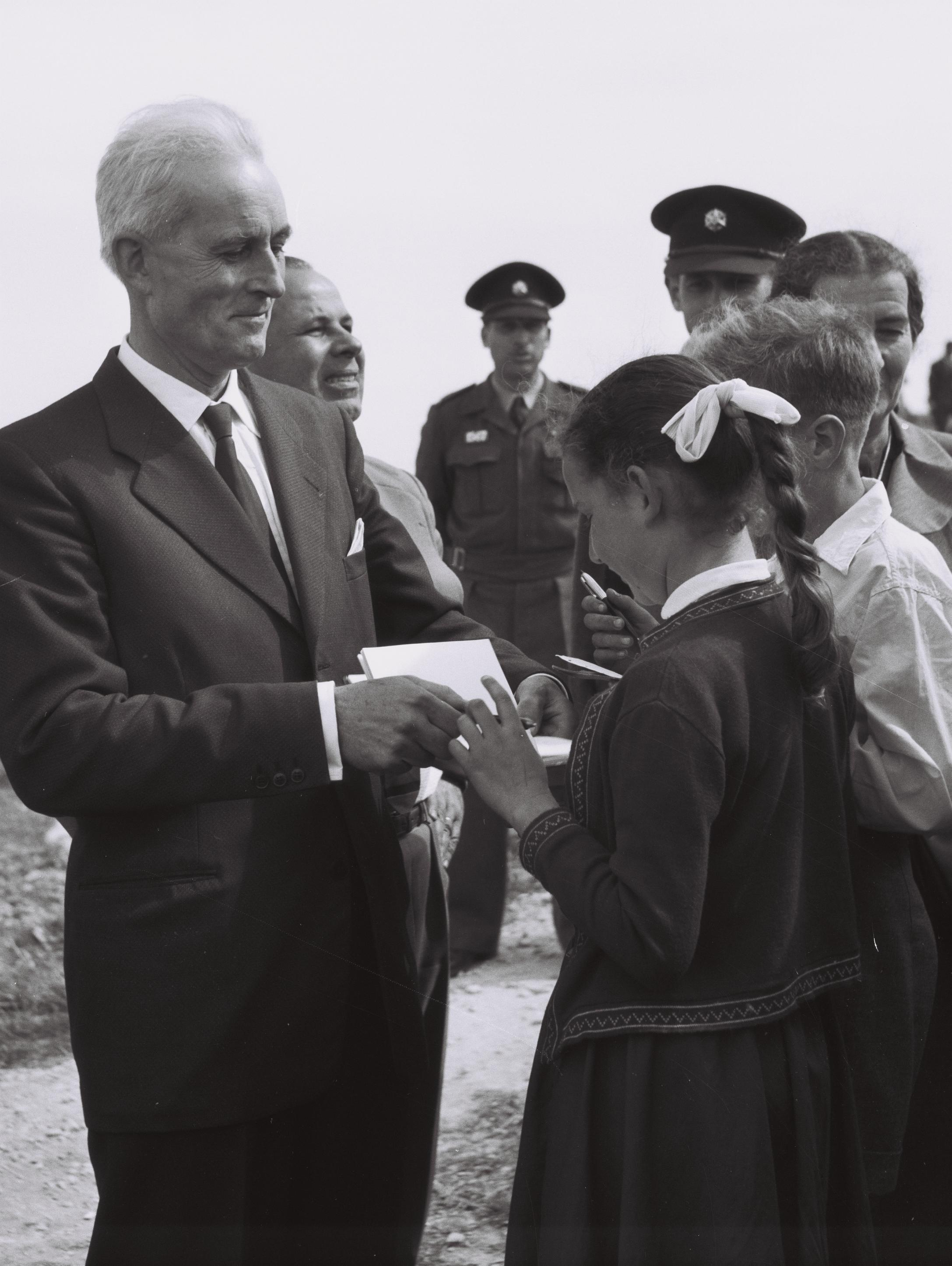
L'ambassadeur de France en Israël, Pierre-Eugène Gilbert, signe des autographes, près de Safed, le 3 mars 1958, lors d'une cérémonie de plantations d'arbres. Sur la droite de la photo, un peu cachée par un jeune, Golda Meïr, Ministre israélien des affaires étrangères (1956/1966) et Premier Ministre d'Israël de 1969 à 1974.

Albert Vantier est nommé chargé d'affaires en Israël le 1er février 1949.
| Identité                                        | Période           | Période         | Durée                      |
| Identité                                        | Début             | Fin             | Durée                      |
| ----------------------------------------------- | ----------------- | --------------- | -------------------------- |
| Édouard-Félix Guyon (d), (1902 - 1993)          | 19 juillet 1949   | 1952            | 3 ans                      |
| Pierre-Eugène Gilbert (1907 - 1982)             | 1952              | 1959            | 7 ans                      |
| Jean Bourdeillette (1901 - 1981)                | 1959              | 1965            | 6 ans                      |
| Bertrand de La Sablière (d) (1903 - 1987)       | 1965              | 1968            | 3 ans                      |
| Francis Huré (1916 - 2021)                      | 1968              | 1973            | 5 ans                      |
| Jean Herly (1920 - 1998)                        | 1973              | 1977            | 4 ans                      |
| Marc Bonnefous (d) (1924 - 2002)                | 1977              | 1982            | 5 ans                      |
| Jacques Dupont (1929 - 2002)                    | 1982              | 1986            | 4 ans                      |
| Alain Pierret (1930 - 2023)                     | 1986              | 1991            | 5 ans                      |
| Jean-Louis Marie Lucet (né en 1933)             | 1991              | 1993            | 2 ans                      |
| Pierre Brochand (né en 1941)                    | 1993              | 1995            | 2 ans                      |
| Jean-Noël de Bouillane de Lacoste (1934 - 2020) | 1995              | 1999            | 4 ans                      |
| Jacques Huntzinger (né en 1943)                 | 1999              | 2003            | 4 ans                      |
| Gérard Araud (né en 1953)                       | 2003              | 2006            | 3 ans                      |
| Jean-Michel Casa (né en 1957)                   | 2006              | 2009            | 3 ans                      |
| Christophe Bigot (en) (né en 1965)              | 2009              | 2013            | 4 ans                      |
| Patrick Maisonnave (né en 1963)                 | 2013              | 2016            | 3 ans                      |
| Hélène Le Gal (née en 1967)                     | septembre 2016    | août 2019       | 2 ans et 11 mois           |
| Éric Danon (né en 1957)                         | 12 septembre 2019 | 31 juillet 2023 | 3 ans, 10 mois et 19 jours |
| Frédéric Journès (né en 1968)                   | 1er août 2023     |                 |                            |

## Relations diplomatiques
(juin 2019).
Alors que les États arabes contestaient la création de l'Etat d'Israël depuis sa création le 14 mai 1948,  le Quai d'Orsay avait prôné l'abstention, partagé entre les positions traditionnellement pro-arabes et la volonté de protéger les intérêts français en Palestine d'alors, à la veille du vote du 29 novembre 1947  à l'O.N.U. mais finalement, le gouvernement français, présidé alors par  Léon Blum, a voté en faveur de la partition de la Palestine, gérée par les Britanniques depuis la fin de la première guerre mondiale. 
La France jouera finalement un rôle diplomatique important dans la signature des accords de Rhodes. Les relations entre les deux pays restent néanmoins tendues jusqu'en 1954. Puis une importante assistance militaire française renforce les relations, surtout au sortir de la crise de Suez. La politique du général de Gaulle, après l'indépendance de l'Algérie, visait à maintenir Israël comme un allié privilégié au Proche-Orient tout en accentuant la coopération économique et culturelle. La guerre des Six Jours perturba ce fragile équilibre, la France se devant de se désolidariser des attaques d'Israël et de l'occupation de la Cisjordanie, de Jérusalem-Est, du Golan et du Sinaï, à compter du 10 juin 1967, par les forces israéliennes. Lors de sa conférence de presse du 27 novembre 1967, le chef de l' Etat, le général de Gaulle, parle " de  peuple d'élite, sûr de lui et dominateur ....."
La rupture entre Paris et Tel Aviv fut consommée en décembre 1968 après les bombardements de l'armée israélienne de Beyrouth et la destruction d'avions civils stationnés sur l'aéroport international de Beyrouth. Dès son arrivée, le président Pompidou s'était inscrit dans la même lignée diplomatique que le général de Gaulle, appuyant un règlement du conflit israélo-arabe par les grandes puissances. Il pourra en outre profiter de l'appui de l'Europe naissante, tout comme son successeur Valéry Giscard d'Estaing qui, en revanche, ne put que subir une nouvelle dégradation des relations entre les deux États en raison de la stratégie du gouvernement de Menahem Begin, arrivé au pouvoir en juin 1977 et favorable à l'établissement de dizaines de milliers de colons juifs devant s'installer dans les territoires arabes conquis par l'armée israélienne depuis juin 1967. 
Se présentant comme ami d'Israël, le président François Mitterrand se rendit dans ce pays lors d'une visite officielle qui se voulut un tournant dans les relations diplomatiques en 1982 et fit notamment un discours au Parlement israélien, resté dans l'Histoire et où il affirme le droit des Palestiniens à avoir un Etat. Il fut également un relais d'un grand nombre de politiques français en faveur de l'OLP. La Seconde Intifada, durant la présidence de Jacques Chirac, dégrada à nouveau fortement les relations entre la France et Israël. La politique s'est alors orientée vers une coopération culturelle, scientifique et économique, qui s'est poursuivie depuis l'arrivée au pouvoir de Nicolas Sarkozy. Ce dernier est lui aussi favorable à un retrait des troupes israéliennes des territoires occupés (Jérusalem-Est, Cisjordanie, Golan) et opposé à tout usage de la force militaire. 
Le président François Hollande a continué la politique française de coopération envers Israël, tout en rappelant le droit du peuple palestinien à disposer d'un Etat. Il en est de même pour son successeur, après 2017. 

## Consulats
Outre celui de Tel Aviv, il existe deux autres consulats généraux à Jérusalem et Haïfa, ainsi que deux consuls honoraires à Beer-Sheva et Eilat.

### Communauté française
Au 31 décembre 2016, 52 390 Français sont inscrits sur les registres consulaires en Israël. Au 31 décembre 2014, les 51 945 inscrits étaient ainsi répartis entre les deux circonscriptions consulaires : Tel Aviv (43 342) et Haïfa (8 702). Ces chiffres ne comprennent pas les Français inscrits sur le registre consulaire de Jérusalem (20 496 au 31 décembre 2016).
| 2001   | 2002   | 2003   | 2004   |
| ------ | ------ | ------ | ------ |
| 33 489 | 38 157 | 42 533 | 43 111 |

| 2005   | 2006   | 2007   | 2008   |
| ------ | ------ | ------ | ------ |
| 42 573 | 44 279 | 49 137 | 56 585 |

| 2009   | 2010   | 2011   | 2012   |
| ------ | ------ | ------ | ------ |
| 57 941 | 59 018 | 58 840 | 54 886 |

| 2013   | 2014   | 2015   | 2016   |
| ------ | ------ | ------ | ------ |
| 51 714 | 51 945 | 50 451 | 50 640 |

| 2017   | 2018   | 2019   | 2020   |
| ------ | ------ | ------ | ------ |
| 52 982 | 53 404 | 53 317 | 49 597 |

| 2021   | - | - | - |
| ------ | - | - | - |
| 52 390 | - | - | - |

Mais tous les Français établis en Israël ne sont pas  immatriculés sur les registres consulaires car l'immatriculation dans les consulats ou consulats généraux n'est plus obligatoire pour les résidents permanents français à l'étranger depuis 1968. Ils seraient en tout quelque 100 000 Français à vivre en Israël, de toutes conditions : actifs ou  retraités, start-uppers, venus récemment ou arrivés depuis plusieurs générations.
La communauté francophone représente de moins en moins de personnes en Israël, même si des milliers de Français juifs, depuis quelques années,  émigrent en Israël, y faisant leur " alyah ", chaque année. En 1948, lors de la création de l'Etat d' Israël, la quais totalité des cadres de l'Etat juif et des mouvements sionistes de gauche comme de droite parlait ou lisait le français sans aucun problème. Il était alors estimé que, sur environ 700 000  juifs présents constituant le nouvel Etat créé le 14 mai 1948, environ 10 % parlaient et comprenaient très bien le français. 
Il est à noter que  les jeunes élèves apprennent obligatoirement l'anglais dès l'entrée en équivalent de classe de sixième dans le cursus scolaire israélien ; cette décision a été prise par le gouvernement israélien dès 1949. Le français est, depuis cette décision, la troisième ou quatrième langue enseignée dans le secondaire, largement après le russe (plus d'un million de locuteurs russes en Israël) et l'arabe (environ un million huit cent mille locuteurs) et il est aussi très enseigné au sein des Universités israéliennes ou au Technion, où la quasi-totalité des cours pour étrangers a lieu en anglais. 
Sur la totalité de la population d'Israël (juive et arabe) en 20220 (plus de 9 millions et six cent mille habitants), les francophones étaient moins de 300 000 habitants, soit environ 3 % de la population totale. Tel Aviv est la ville où s’installent la plupart des émigrants français ainsi que dans la station balnéaire de Netanya, au nord de Tel Aviv, où se trouvent notamment des retraités .

### Circonscriptions électorales
Depuis la loi du 22 juillet 2013 réformant la représentation des Français établis hors de France avec la mise en place de conseils consulaires au sein des missions diplomatiques, les ressortissants français d'Israël et des Territoires palestiniens élisent pour six ans des conseillers consulaires dans chacune des circonscriptions suivantes :
1. Jérusalem : 5 conseillers ;
2. Tel Aviv et Haïfa : 6 conseillers.

Ces derniers ont trois rôles :
1. ils sont des élus de proximité pour les Français de l'étranger ;
2. ils appartiennent à l'une des quinze circonscriptions qui élisent en leur sein les membres de l'Assemblée des Français de l'étranger ;
3. ils intègrent le collège électoral qui élit les sénateurs représentant les Français établis hors de France. Afin de respecter la représentativité démographique, cinq délégués consulaires sont élus dans les deux circonscriptions (un dans la 1re et quatre dans la 2e) pour compléter ce collège électoral.

Pour l'élection à l'Assemblée des Français de l'étranger,Israël représentait jusqu'en 2014 une circonscription électorale dont le chef-lieu était Tel Aviv et désignait quatre sièges. Israël appartient désormais à la circonscription électorale « Israël et Territoires Palestiniens » dont le chef-lieu est Tel Aviv et qui désigne quatre de ses 11 conseillers consulaires pour siéger parmi les 90 membres de l'Assemblée des Français de l'étranger.
Pour l'élection des députés des Français de l’étranger, Israël dépend de la 8e circonscription , qui comptait en décembre 2020, plus de 68 000 inscrits.  Une élection partielle législative est prévue en avril 2023, au vu de l'annulation par le Conseil Constitutionnel, en novembre 2022, du résultat des dernières élections, au vu du comportement des soutiens alors le jour des élections du député sortant, M.Habib Meyer, qui se représente d'ailleurs avec 7 autres candidats, pour les élections d'avril prochain. 